# Mesochorus naturnsis
Mesochorus naturnsis là một loài tò vò trong họ Ichneumonidae.